# Ludwigsdorf (Görlitz)
Ludwigsdorf – część (Ortsteil) Görlitz. Leży nad Nysą Łużycką.

## Transport
Przez Ludwigsdorf przechodzi autostrada A4 DE/PL.
W Ludwigsdorfie znajduje się przejście graniczne z Polską Ludwigsdorf – Jędrzychowice.
Przez południową część Ludwigsdorfu kursuje linia autobusowa D.